# Jarosław Motyka
Jarosław Motyka (ur. 30 kwietnia 1944 w Kielcach, zm. 19 listopada 2020 tamże) – polski działacz partyjny i państwowy, inżynier rolnictwa, doktor nauk ekonomicznych, w latach 1986–1990 I sekretarz Komitetu Wojewódzkiego PZPR w Kielcach.

## Życiorys
Syn Eugeniusza i Józefy, pochodził z rodziny robotniczej. Ukończył studia rolnicze w Szkole Głównej Gospodarstwa Wiejskiego w Warszawie, po których od 1967 pracował w Centrali Nasiennej w Kielcach. W 1977 obronił doktorat nauk ekonomicznych na Akademii Nauk Społecznych w Moskwie.
W 1967 wstąpił do Polskiej Zjednoczonej Partii Robotniczej. Został m.in. sekretarzem Komitetu Uczelnianego przy Politechnice Świętokrzyskiej i I sekretarzem POP PZPR przy Komitecie Wojewódzkim. Od 1971 do 1977 pracował w Wydziale Rolnym KW w Kielcach, następnie przez dwa lata wykładał jako adiunkt w Instytucie Nauk Społecznych Politechniki Świętokrzyskiej. Był zastępcą, a od 1979 kierownikiem Wydziału Rolnictwa, Gospodarki Żywnościowej i Leśnictwa w kieleckim Urzędzie Wojewódzkim. W 1982 został sekretarzem Komitetu Wojewódzkiego PZPR, a w 1984 wybrany do Wojewódzkiej Rady Narodowej w Kielcach (został jej wiceprzewodniczącym). Od 25 sierpnia 1986 do stycznia 1990 pełnił funkcję I sekretarza KW PZPR w Kielcach. W latach 1986-1989 był członkiem Komisji ds. Wewnątrzpartyjnych oraz Działalności Partii w Organach Przedstawicielskich i Administracji Państwowej Komitetu Centralnego.
W III RP zajął się działalnością biznesową, związał się m.in. z Bankiem Spółdzielczym w Kielcach.
Zmarł na COVID-19 w czasie światowej pandemii tej choroby.